# أداة (نحو)
الأداة في النحو هي كلمة تكون رابطة بين جزئي الجملة أو بينهما وبين الفضلة أو بين جملتين، والأدوات دائماً ما تكون مبنية. والأدوات منها ما هو اسم ومنها ما هو حرف. ويرفض بعض النحاة الأداة ويقولون أن لا أصل لها في العربية. ومن الأدوات أدوات الشرط والاستفهام والتحضيض والتمني والترجي وأدوات نصب الفعل المضارع وجوازمه وحروف الجر.